# Емих III фон Даун-Оберщайн-Фалкенщайн
Емих III фон Даун-Фалкенщайн (на немски: Emich III von Daun-Falkenstein; * ок. 1457; † сл. 1515) от фамилията Даун, е господар на Фалкенщайн (в Рейнланд-Пфалц), Оберщайн, Риксинген (в Лотарингия) и Форбах.

## Произход
Той е син на Вирих IV фон Даун-Оберщайн († 1 май 1501) и съпругата му Маргарета фон Лайнинген-Дагсбург-Хартенбург († между 17 ноември 1516/9 декември 1525), дъщеря на граф Емих VII фон Лайнинген-Даксбург-Хартенбург († 1452), фогт в Елзас, и маркграфиня Беатрикс фон Баден (1400 – 1452). Брат е на Лудвиг фон Даун († сл. 1463), домхер в Кьолн (1458 – 1463), Филип фон Даун-Оберщайн († 1515), архиепископ и курфюрст на Кьолн (1508 – 1515), Мелхиор фон Даун-Оберщайн († 1517), граф фон Фалкенщайн-Бретценхайм, Мейна фон Даун († сл. 1525), княжеска абатиса в Есен (1489 – 1525), Петриса фон Даун († сл. 1532), абатиса на Св. Квирин в Нойс (1510 – 1532).
През 1320 г. фамилията от линията Даун-Оберщайн построява своя т. нар. Нов дворец Оберщайн. Император Максимилиан I издига господството Фалкенщайн през 1518 г. на графство.

## Фамилия
Емих III фон Даун-Фалкенщайн се жени 1477 г. за графиня Елизабет фон Лайнинген († сл. 1477), наследничка на половин Форбах и Риксинген, дъщеря на граф Ханеман фон Лайнинген-Риксинген († 1506/1507) и Аделхайд фон Зирк († сл. 1508). Те имат децата:
- Ханеман фон Даун-Оберщайн († 1530), господар на Оберщайн, Риксинген и Форбах, женен през 1507 г. за Кунигунда фон Цвайбрюкен-Бич-Оксенщайн († сл. 1515), внучка на граф Хайнрих I фон Цвайбрюкен-Бич-Оксенщайн († 1453), дъщеря на граф Хайнрих II фон Цвайбрюкен-Бич-Оксенщайн († 1499/1500) и Барбара фон Тенген-Неленбург († 1489)
- Вирих фон Даун († 1525)
- Емих фон Даун († 1526, Кьолн), господар на Форбах, Риксинген и Оберщайн
- Филип фон Даун († сл. 1544), в свещен орден

## Галерия
- Гербът на фон Даун-Фалкенщайн
- Замък „Оберщайн“
- Замък и селище Фалкенщайн, 2006